# Албрехт VIII фон дер Шуленбург
Албрехт VIII фон дер Шуленбург (на немски: Albrecht VIII von der Schulenburg; * 1596; † 1663) е благородник от род фон дер Шуленбург в Алтмарк в Саксония-Анхалт.
Той е син на Ханс X фон дер Шуленбург (1566; † 8 декември 1598) и съпругата му Армгард Шенк фон Бьодензел († 1603). Внук е на Албрехт IV фон дер Шуленбург (1535 – 1583). Правнук е на Левин I фон дер Шуленбург (1510 – 1569) и праправнук на Албрехт I фон дер Шуленбург 'Черния' († 1519).
Внуците му са издигнати на графове.

## Фамилия
Албрехт VIII фон дер Шуленбург се жени за Елизабет фон Дизкау († 1640). Те имат десет деца:
- Кристиана фон дер Шуленбург (1619 – 1673), омъжена за Ханс фон Пфлуг
- Ханс XIII фон дер Шуленбург (1622 – 1695), женен за Клара Мария фон Шьонберг
- Албрехт фон дер Шуленбург (1627 – 1675)
- Елизабет фон дер Шуленбург († 1691)
- Анна фон дер Шуленбург († 1655), омъжена за Франц Ото фон дер Вензе
- Ирмгард фон дер Шуленбург († 1681)
- Ото фон дер Шуленбург
- Левин фон дер Шуленбург
- Ото фон дер Шуленбург (* 1640 – ?)
- Липолд III фон дер Шуленбург († 1691), женен за графиня Йохана Сибила фон Бранденщайн

Албрехт VIII фон дер Шуленбург се жени втори път 1641 г. за Анна Маргарета фон Рюкслебен. Те имат четири деца:
- Фридрих XII фон дер Шуленбург (1642 – 1715), женен за Сибила Елизабет фон Льозер (1653 – 1703), имат десет деца с титла граф
- Хауболд фон дер Шуленбург (* 19 януари 1648, Белгерсхайн; † 12 март 1719, Мюлбах), женен I. за Елизабет Доротея фон Дизкау (* 6 април 1661; † 9 юли 1695), II. (1696) за Анна София Зарер фон Зар; има общо шест деца
- Анна Маргарета фон дер Шуленбург († 1666/24 март 1656), омъжена за Волф Дитрих фон Биркхолтц († сл. 1639)
- София фон дер Шуленбург (1645 – 1674), омъжена за Кристоф Юлиус фон Арним